# Isoperla lata
Isoperla lata és una espècie d'insecte plecòpter pertanyent a la família dels perlòdids.

## Hàbitat
En el seu estadi immadur és aquàtic i viu a l'aigua dolça, mentre que com a adult és terrestre i volador.

## Distribució geogràfica
Es troba a Nord-amèrica: el Canadà (Nova Brunswick, Nova Escòcia, Ontario i el Quebec) i els Estats Units (Massachusetts, Maine, Michigan, Minnesota, Carolina del Nord, Pennsilvània, Tennessee, Virgínia, Wisconsin i Virgínia Occidental).